# Кулик, Борис Трофимович
Бори́с Трофи́мович Кули́к (23 июля 1928 — 24 июня 2007) — советский и российский дипломат, историк. Чрезвычайный и полномочный посол.

## Биография
Член ВКП(б). Окончил исторический факультет Московского государственного института международных отношений (МГИМО МИД СССР) (1951). Доктор исторических наук, академик РАЕН (1995). На дипломатической работе с 1951 года.
- В 1951—1953 годах — сотрудник посольства СССР в КНР.
- В 1953—1956 годах — сотрудник генконсульства СССР в Шанхае.
- В 1956—1959 годах — сотрудник центрального аппарата МИД СССР.
- В 1959—1963 годах — сотрудник посольства СССР в КНР.
- В 1963 году — сотрудник центрального аппарата МИД СССР.
- В 1963—1978 годах — референт, заведующий сектором отдела ЦК КПСС по связям с коммунистическими и рабочими партиями.
- С 24 апреля 1978 по 5 сентября 1984 года — чрезвычайный и полномочный посол СССР в Малайзии[1].
- В 1984—1988 годах — консультант отдела ЦК КПСС по связям с коммунистическими и рабочими партиями социалистических стран.
- С 1989 года — главный научный сотрудник Института Дальнего Востока АН СССР (с 1991 — РАН).

Б. Т. Кулик — автор ряда работ по истории международных отношений, внешней политики СССР, советско-китайским отношениям.

## Награды
- Орден Трудового Красного Знамени.
- Медаль «За трудовую доблесть».
- Юбилейная медаль «За доблестный труд».